# Archéparchie de Făgăraş et Alba Iulia
L'archéparchie de Făgăraş et Alba Iulia (en roumain : arhieparhia de Făgăraș și Alba Iulia, a Românilor uniți) ou archidiocèse de Făgăraş et Alba Iulia (en latin : archidioecesis Fagarasiensis et Albae Iuliensis Romenorum) est une église particulière de l'Église grecque-catholique roumaine, une des Églises catholiques orientales reconnaissant la primauté du pape et faisant partie de l'Église catholique. Son siège à Blaj, en Roumanie.

## Territoire

Localisation de l'archéparchie de Făgăraş et Alba Iulia et des éparchies suffragantes, avant 2014.

L'archéparchie couvre la majeure partie de la Roumanie.

## Suffragants et province ecclésiastique
Siège métropolitain, l'archéparchie a pour suffragants les quatre éparchies de Cluj-Gherla (en), Lugoj (en), Maramureş (en) et Oradea Mare (en). Une cinquième éparchie est créée en mai 2014 : l'Éparchie de Saint-Basile le Grand de Bucarest (en). L'ensemble forme la province ecclésiastique de Făgăraş et Alba Iulia (en roumain : provincia mitropolitană de Făgăraș și Alba Iulia). Elle couvre l'intégralité de la Roumanie.
La sixième église particulière de l'Église grecque-catholique roumaine, l'éparchie de Saint-Georges de Canton, dont la juridiction couvre les États-Unis et, depuis le 23 avril 2013, l'intégralité du Canada, est exempte de l'archéparchie : elle relève immédiatement du Saint-Siège.

## Histoire
Par la bulle Rationi congruit du 18 mai 1721, le pape Innocent XIII érige le diocèse de Făgăraş dont la juridiction couvre la Transylvanie.
Dès 1737, le siège est transféré à Blaj.
Par la bulle Ecclesiam Christi du 26 novembre 1853, le pape Pie IX élève le diocèse au rang d'archidiocèse métropolitain.
Le même jour, par la bulle Apostolicum ministerium, Pie IX érige l'éparchie de Lugoj et y rattache une partie du territoire de l'archéparchie. 
Dès le 19 décembre suivant, par la bulle Ad apostolicam sedem, Pie IX érige l'éparchie de Gherla — aujourd'hui, éparchie de Cluj-Gherla — et y rattache une partie du territoire de l'archéparchie.
Par la bulle Christifideles graeci du 8 juin 1912, le pape Pie X érige l'éparchie de Hajdúdorog — aujourd'hui, église particulière de l'Église grecque-catholique hongroise — et y rattache les paroisses de langue hongroise de l'archéparchie.
Par la bulle Solemni Conventione du 5 juin 1930, le pape Pie XI érige l'éparchie de Maramureş et y rattache une paroisse de l'archéparchie.
Par le décret Apostolica sedes du 9 avril 1934, la Congrégation pour les Églises orientales rattache à l'archéparchie trente-cinq paroisses de l'éparchie de Hajdúdorog devenues roumaines en vertu du traité de Trianon.
Par la constitution apostolique Ad totius Dominici du 17 décembre 2005, le pape Benoît XVI concède à l'archéparchie le rang d'archidiocèse majeur.
Le 29 mai 2014 est créée l'éparchie suffragante de Saint-Basile le Grand de Bucarest.

## Cathédrale
La cathédrale de Blaj, dédiée à la Sainte-Trinité, est la cathédrale de l'archéparchie.

## Ordinaires

### Archevêque majeur
Depuis 2005, l'archevêque majeur de Făgăraş et Alba Iulia est Lucian Mureșan.